# Svartsjön (Ytterhogdals socken, Hälsingland)
Svartsjön är en sjö i Härjedalens kommun i Hälsingland och ingår i Ljusnans huvudavrinningsområde. Sjön har en area på 0,112 kvadratkilometer och ligger 343,2 meter över havet. Sjön avvattnas av vattendraget Enån.

## Delavrinningsområde
Svartsjön ingår i det delavrinningsområde (689176-147740) som SMHI kallar för Utloppet av Svartsjön. Medelhöjden är 403 meter över havet och ytan är 4,06 kvadratkilometer. Det finns inga avrinningsområden uppströms utan avrinningsområdet är högsta punkten. Enån som avvattnar avrinningsområdet har biflödesordning 2, vilket innebär att vattnet flödar genom totalt 2 vattendrag innan det når havet efter 188 kilometer. Avrinningsområdet består mestadels av skog (54 procent) och sankmarker (20 procent). Avrinningsområdet har 0,11 kvadratkilometer vattenytor vilket ger det en sjöprocent på 2,7 procent.